# Tragelaphus eurycerus isaaci
Il bongo orientale (Tragelaphus eurycerus isaaci Thomas, 1902), o bongo di montagna, è una sottospecie del bongo (Tragelaphus isaaci), un'antilope delle foreste pluviali, prevalentemente notturno, originario dell'Africa orientale. I bongo orientali sono caratterizzati da un mantello bruno-rossastro, macchie bianche e nere, strisce bianco-gialle, dai colori ben più vivaci di quelli del bongo occidentale, e lunghe corna leggermente a spirale. Il bongo è l'unica specie del genere Tragelaphus in cui entrambi i sessi hanno le corna. Hanno un comportamento sociale complesso e abitano la fitta foresta pluviale africana. Sono la terza antilope più grande del mondo.
Rispetto alla sottospecie occidentale, il bongo orientale si trova allo stato selvatico solo in alcune regioni montuose del Kenya centrale. Questa sottospecie è classificata dagli Antelope Specialist Group dell'IUCN come in pericolo critico, con meno individui in natura che in cattività (dove si riproduce con più successo).

## Descrizione

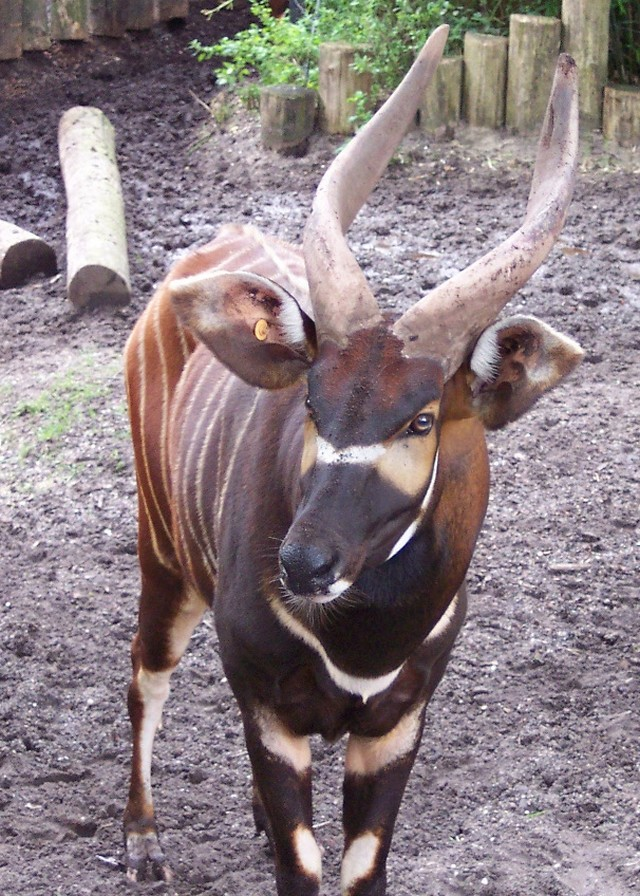
Un bongo orientale, al Royal Burgers' Zoo, Paesi Bassi

I bongo sono una delle più grandi antilopi della foresta. Gli esemplari adulti di entrambi i sessi hanno dimensioni simili, con un'altezza al garrese di circa 1,1-1,3 metri (3,6-4,3 piedi), ed una lunghezza di 2,15-3,15 metri (7,1-10,3 piedi), compresa la coda di 45-65 centimetri (18-26 pollici). Le femmine pesano circa 150-235 kg (331-518 libbre), mentre i maschi possono raggiungere anche i 220-405 kg (485-893 libbre). L'animale presenta due corna massicce e leggermente a spirale che pendono sulla schiena e, come in molte altre specie di antilopi, sia i maschi che le femminili presentano corna. Tuttavia, i bongo sono gli unici rappresentanti del genere Tragelaphus in cui entrambi i sessi hanno le corna. Le corna dei bongo hanno la forma di una lira e sono simili a quelle di specie correlate.
Il bongo orientale sfoggia un mantello ramato o castano brillante, con il collo, il petto e le zampe generalmente più scuri del resto del corpo. Il mantello è più scuro rispetto alla sottospecie occidentale, specialmente nei maschi più anziani che tendono ad essere castani, specialmente sulla parte anteriore del corpo. Il mantello è contrassegnato da 10-15 sottili strisce verticali bianco-gialle, distribuite lungo il dorso dalla base del collo alla groppa. Il numero di strisce su ciascun lato è raramente lo stesso. Lungo tutta la schiena dell'animale corre una corta criniera, mentre il volto è contrassegnato da due grandi macchie bianche che circondano gli occhi incontrandosi sul muso, più una macchia bianca più piccola su ciascuna guancia. Sotto il collo è presente un'altra macchia molto allungata che cinge il collo dell'animale. Le labbra di queste antilopi sono bianche, mentre il resto del muso è più scuro. Il mantello varia da animale ad animale ed è probabilmente usato da questi animali per identificarsi e riconoscersi tra di loro nel fitto della foresta pluviale.

## Biologia e alimentazione
Come altri ungulati della foresta, i bongo orientali sono raramente visti in grandi gruppi. I maschi, tendono ad essere solitari, mentre le femmine con i cuccioli vivono in gruppi che comprendono dai sei agli otto individui. Sebbene siano per lo più notturni, possono essere talvolta osservati anche durante il giorno, e durante le ore crepuscolari. I bongo sono animali timidi e si spaventano facilmente.

### Dieta
I bongo sono erbivori e si nutrono di foglie, cespugli, liane, corteccia e l'interno degli alberi in decomposizione, erbe, radici, cereali e frutti. Questi animali integrano nella loro dieta anche il sale e sono noti per visitare regolarmente particolari zone della giungla in cui il sale affiora dal terreno. L'esame delle feci di alcuni esemplari ha rivelato che questi animali ingeriscono anche il carbone degli alberi bruciati dai fulmini. Si ritiene che questo comportamento sia un mezzo per introdurre sali e minerali nella loro dieta. Questo comportamento è stato osservato anche negli okapi. Come l'okapi, il bongo usa la sua lunga lingua prensile per afferrare erbe e foglie.
Gli habitat ideali per i bongo sono le fitte foreste ricche di grandi specchi d'acqua permanente. Essendo un animale di grandi dimensioni, il bongo richiede una grande quantità di cibo ed è limitato alle aree con un'abbondante crescita di vegetazione e arbusti bassi tutto l'anno.

### Riproduzione

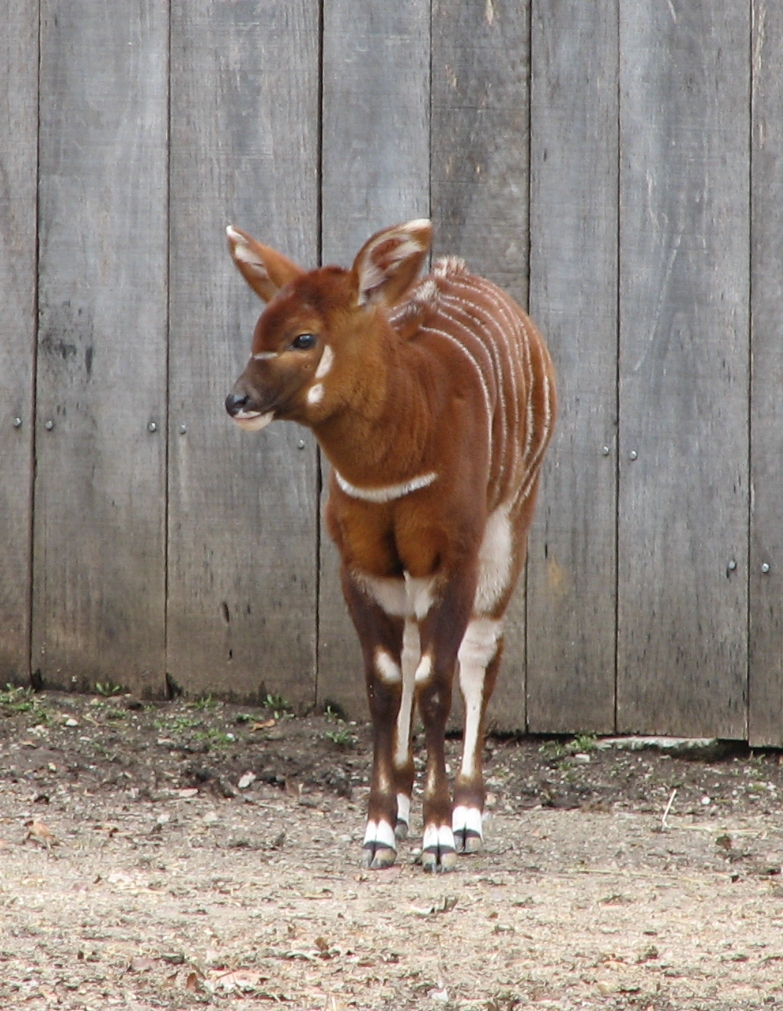
Un cucciolo di bongo orientale, al Louisville Zoo

Man mano che i giovani maschi crescono lasciano i loro gruppi materni, rimanendo perlopiù solitari, anche se in rare occasioni possono riunirsi in piccoli gruppi o decidere di seguire i maschi più grandi. I maschi si riuniscono con le femmine solo durante il periodo dell'accoppiamento. Dopo l'accoppiamento, i maschi ritornano al loro stile di vita solitario, mentre il gruppo delle femmine si prende cura dei piccoli.
La gestazione dura circa 285 giorni (9,5 mesi), partorendo un singolo cucciolo alla volta, che verrà svezzato entro i primi sei mesi. Le femmine preferiscono utilizzare terreni di parto tradizionali limitati a determinate aree, mentre i cuccioli appena nati giacciono nascosti per una settimana o più nel fitto fogliame del sottobosco, ricevendo brevi visite dalla madre per allattare. I cuccioli crescono rapidamente e possono presto accompagnare la madre mentre cerca il cibo, e riunendosi con lei al gruppo delle femmine con gli altri cuccioli. Anche le corna crescono rapidamente e iniziano a mostrarsi già a 3,5 mesi. La maturità sessuale avviene intorno ai 24–27 mesi. Questi animali vivono fino a 19 anni.

## Distribuzione e habitat

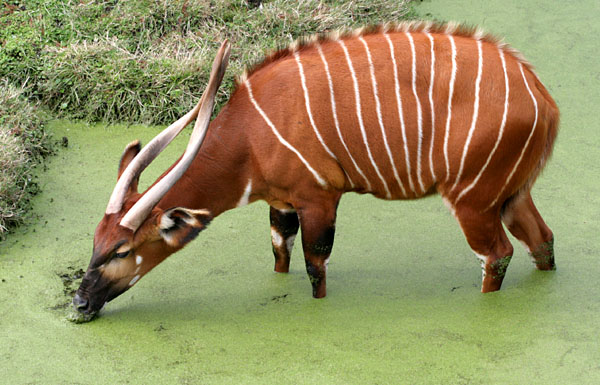
Un bongo orientale mentre beve, al Jacksonville Zoo, Florida

L'habitat preferito da questa sottospecie è così denso e difficile da operare, che pochi europei o americani hanno osservato questo animale fino agli anni '60. I bongo orientali vivono nelle giungle tropicali con un fitto sottobosco fino ad un'altitudine di 4.000 metri (13.000 piedi) in Africa orientale, con popolazioni isolate in Kenya.
Storicamente, i bonghi si trovavano in tre parti disgiunte dell'Africa: orientale, centrale e occidentale. Oggi, le dimensioni di tutte e tre le popolazioni si sono ridotte a causa del disboscamento per far spazio all'agricoltura e per il taglio incontrollato del legname, nonché per la caccia per il mercato della bushmeat.
L'habitat preferito dai bongo orientali sono le foreste in ricrescita che forniscono una vegetazione verde fresca e bassa. Tali habitat possono essere favoriti dal passaggio di grandi animali come gli elefanti, incendi, inondazioni e l'abbattimento degli alberi (naturale o mediante disboscamento). La moria delle foreste di bambù fornisce l'habitat ideale per i bongo nell'Africa orientale. Possono vivere anche nelle foreste di bambù in salute.

## Conservazione
L'Antelope Specialist Group dell'IUCN ha classificato il bongo orientale, o di montagna, (T. e. isaaci), del Kenya, come una specie in pericolo critico. Questi animali sono minacciati soprattutto dall'azione dell'uomo sul loro habitat, come la caccia illegale per il mercato della bushmeat e le azioni di disboscamento illegali.
La CITES elenca i bongo come specie dell'Appendice III, regolando solo la loro esportazione da un singolo paese, il Ghana. Non è protetto dallo US Endangered Species Act e non è elencato dall'USFWS.
Tutti i bonghi in cattività provengono dalle montagne isolate di Aberdare, nel Kenya centrale.

### Popolazione e minacce

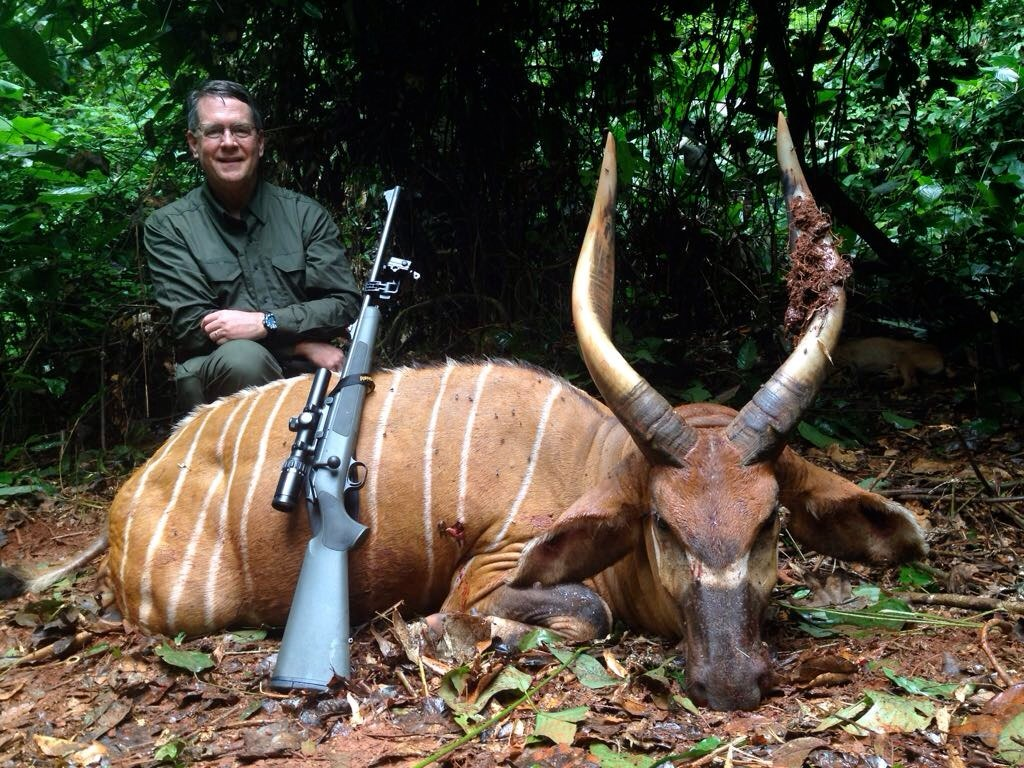
Un cacciatore con un bongo appena ucciso, in una riserva di caccia in Camerun

Sono disponibili poche stime sulla densità delle popolazioni del bongo in natura. Ipotizzando una densità di popolazione media di 0,25 animali per km2 nelle regioni in cui è noto che l'animale sia comune e/o abbondante, e 0,02 per km2 altrove, e con un'area totale di occupazione di 327.000 km2, si suggerisce una stima della popolazione totale di circa 28.000. Solo il 60% circa della popolazione si trova in aree protette, il che suggerisce che il numero effettivo della sottospecie occidentale potrebbe essere solo poche decine di migliaia. In Kenya, il loro numero è diminuito in modo significativo e sul Monte Kenya sono stati estirpati nell'ultimo decennio a causa della caccia illegale con i cani. Sebbene manchino le informazioni sul loro stato in natura, i bonghi occidentali non sono attualmente considerati in pericolo.
I bongo sono suscettibili a malattie come la peste bovina, che ha quasi sterminato la specie durante il 1890, oltre a soffrire di gozzo. Nel corso della malattia, le ghiandole tiroidee si ingrandiscono notevolmente (fino a 10 x 20 centimetri) e possono diventare policistiche. La patogenesi del gozzo nel bongo può riflettere una miscela di predisposizione genetica accoppiata a fattori ambientali, incluso un periodo di esposizione a un goitrogeno. Leopardi e iene maculate sono i principali predatori naturali (raramente vengono predate dai leoni, per via delle diverse preferenze di habitat); anche i pitoni a volte possono rappresentare un pericolo per i cuccioli. Oltre ai predatori naturali con cui condivide l'habitat, il bongo viene cacciato anche dagli esseri umani per la loro pelle colorata, le corna e la carne, essendo la specie una fonte locale comune di bushmeat. Le popolazioni di bongo sono state notevolmente ridotte dalla caccia, dal bracconaggio e dalla cattura di questi animali, sebbene esistano alcuni rifugi in aree protette.
Sebbene i bongo siano abbastanza facili da catturare usando le trappole, tra molti popoli nativi vi era la credenza che nutrirsi della carne del bongo, o solamente toccando l'animale, avrebbero avuto spasmi simili ad una crisi epilettica. Grazie a queste superstizioni, i bongo sono stati perlopiù risparmiati dalle popolazioni locali. Tuttavia, si dice che questi tabù non esistano più, il che potrebbe spiegare l'aumento della caccia da parte dei nativi negli ultimi tempi.

### Progetti in cattività

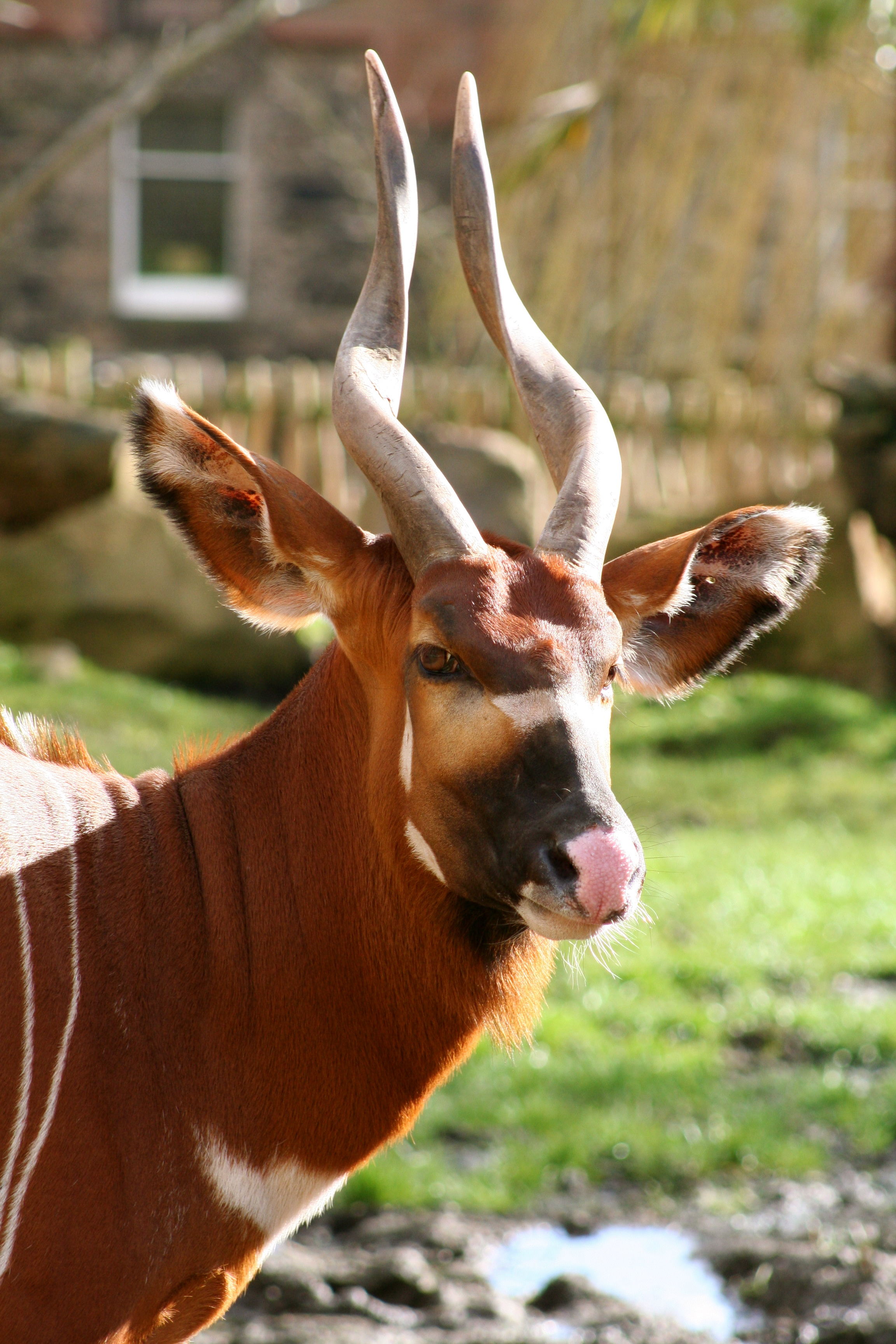
Bongo orientale presso lo zoo di Edimburgo

Per via del suo mantello dalla colorazione brillante, il bongo è un animale molto popolare negli zoo e nelle collezioni private. Si stima che solo in Nord America siano ospitati oltre 400 individui in cattività, una popolazione che probabilmente supera quella del bongo orientale in natura. Per aiutare a gestire gli animali tenuti in cattività, esiste un libro genealogico internazionale della specie.
Nel 2000, l'Associazione degli zoo e degli acquari degli Stati Uniti (AZA) aggiunse il bongo al Piano di Sopravvivenza delle Specie (Species Survival Plan), che lavora per migliorare la diversità genetica delle popolazioni in cattività. La popolazione target per gli zoo e le collezioni private partecipanti in Nord America è di circa 250 animali. Attraverso gli sforzi degli zoo nordamericani, si sta sviluppando una reintroduzione alla popolazione in Kenya.
Almeno uno sforzo di collaborazione per la reintroduzione dell'animale tra le strutture della fauna selvatica del Nord America è già stato effettuato. Nel 2004, 18 bonghi orientali nati negli zoo nordamericani si sono riuniti presso la White Oak Conservation a Yulee, Florida, per il loro rilascio in Kenya. I membri dello staff di White Oak hanno viaggiato con i bongo liberati in una struttura di ambientamento sul Monte Kenya, dove sono rimasti fino alla reintroduzione in natura.

### Conservazione
Negli ultimi decenni, si è verificato un rapido calo del numero di bongo orientali a causa del bracconaggio e della pressione umana sul loro habitat, con estinzioni locali segnalate nelle colline di Cherangani e Chepalungu, in Kenya.
Il Bongo Surveillance Program, in collaborazione con il Kenya Wildlife Service, tramite delle foto scattate in luoghi di ritrovo comuni e l'analisi del DNA estratto dalle feci, nelle foreste di Aberdare, ha confermato la presenza di bongo orientali nel Monte Kenya, Eburru e nella Foresta Mau. Il programma stima che siano rimasti solo 140 animali allo brado, distribuiti in quattro popolazioni isolate. Sebbene i programmi di riproduzione in cattività abbiano avuto successo nell'assicurare la sopravvivenza di questo animale in Europa e Nord America, la situazione in natura è meno promettente. Esistono prove della sopravvivenza del bongo in Kenya, tuttavia, si ritiene che queste popolazioni siano piccole, frammentate e vulnerabili all'estinzione.
Le popolazioni animali con una diversità genetica impoverita sono intrinsecamente meno capaci di adattarsi ai cambiamenti nei loro habitat (come i cambiamenti climatici, focolai di malattie e cambiamenti nell'habitat, ecc.). L'isolamento delle quattro rimanenti popolazioni di bongo, che a loro volta sembrerebbero essere in declino, significa che una notevole quantità di materiale genetico viene persa ad ogni generazione. Sebbene la popolazione rimanga piccola, l'impatto dei trasferimenti sarà maggiore, quindi l'istituzione di un "piano di gestione delle metapopolazioni" avviene in concomitanza con iniziative di conservazione per aumentare la crescita delle popolazioni in situ, e questa iniziativa è sia urgente che fondamentale per la futura sopravvivenza del bongo orientale in natura.

### Gruppi di conservazione in Kenya

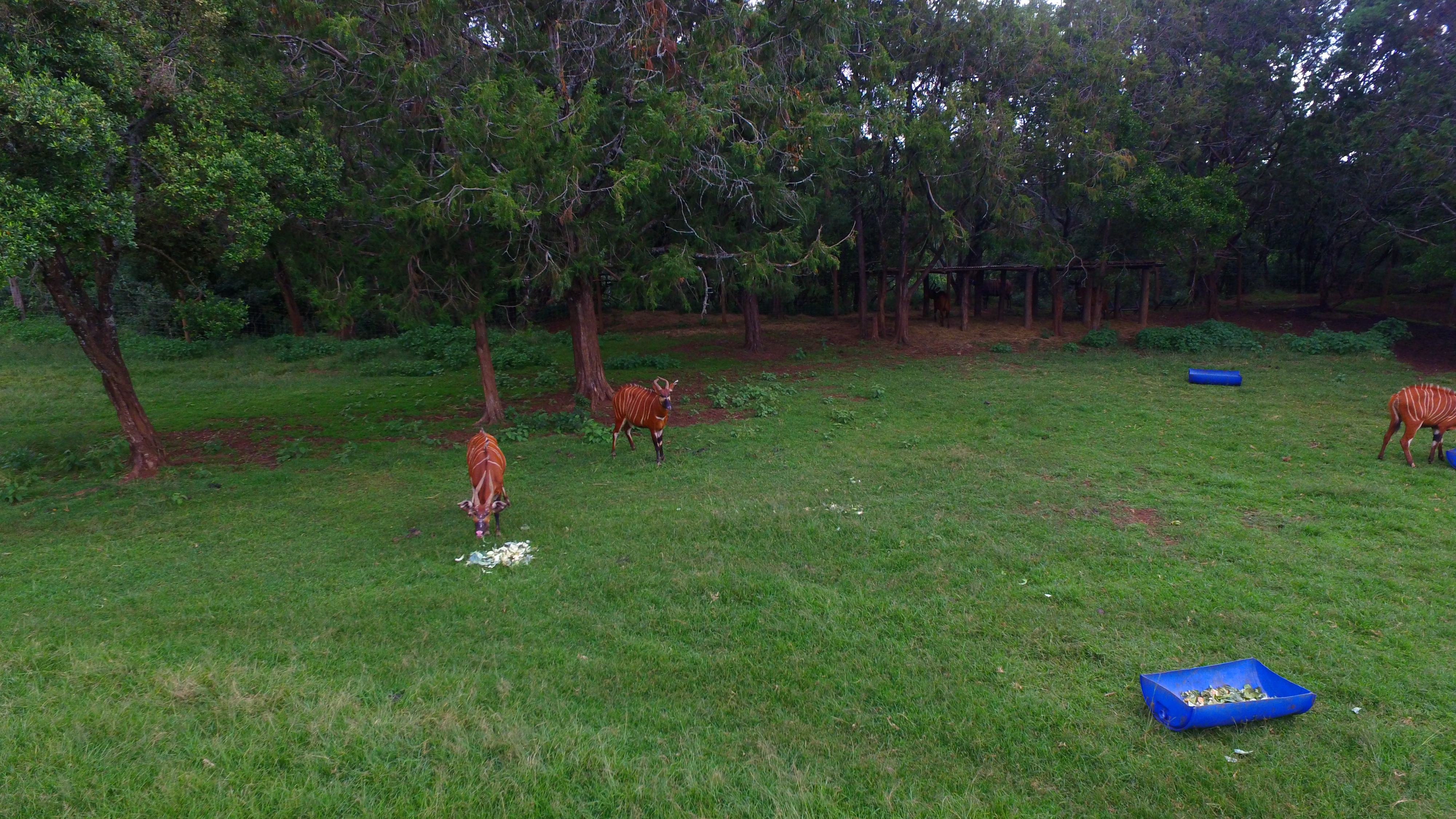
Bongo occidentali in cattività presso il Mount Kenya Wildlife Conservancy (2019)

Nel 2004, il dottor Jake Veasey, capo del dipartimento di gestione e conservazione degli animali al Woburn Safari Park e membro del gruppo consultivo per la gestione della popolazione dell'Associazione europea degli zoo e degli acquari, con l'assistenza di Lindsay Banks, ha assunto la responsabilità della gestione e coordinamento del Programma Europeo per le specie minacciate di estinzione (European Endangered Species Programme) per il bongo orientale. Ciò include circa 250 animali in tutta Europa e nel Medio Oriente.
Insieme alla giraffa di Rothschild (G. c. rothschildi), il bongo orientale è probabilmente uno dei grandi mammiferi più minacciati in Africa, con stime recenti che contano meno di 140 animali, un numero al di sotto di una popolazione vitale sostenibile minima. La situazione è aggravata perché questi animali sono distribuiti in quattro popolazioni isolate. Sebbene si possa considerare che il programma sulle specie in pericolo di estinzione del bongo abbia avuto successo nell'assicurare la sopravvivenza di questa specie in Europa, non è ancora stato attivamente coinvolto nella conservazione di questa specie in natura in modo coordinato. Il piano è quello di impegnarsi in attività di conservazione in Kenya per aiutare a invertire il declino delle popolazioni del bongo orientale e della sua diversità genetica in Africa, e in particolare, applicare le competenze di gestione della popolazione per aiutare a garantire la persistenza della diversità genetica nelle popolazioni selvatiche libere.
Per illustrare il significato della perdita di diversità genetica, supponiamo che la dimensione media della metapopolazione sia di 35 animali sulla base di 140 animali sparsi in quattro popolazioni (140/4 = 35). Assumendo popolazioni stabili, queste popolazioni perderanno l'8% della loro diversità genetica ogni decennio. Gestendo tutte e quattro le popolazioni come una sola, attraverso trasferimenti strategici, la perdita di geni viene ridotta dall'8% al 2% per decennio, senza alcun aumento del numero di bongo in Kenya. Gestendo le popolazioni europee e africane come una cosa sola, tramite esportazioni strategiche dall'Europa combinate con trasferimenti in situ, la perdita di geni si riduce allo 0,72% ogni 100 anni, permettendo alle popolazioni di rimanere stabili. Se le popolazioni in Kenya sono autorizzate a crescere attraverso l'attuazione di una conservazione efficace, compresi trasferimenti strategici, la perdita di geni può essere efficacemente arrestata e assicurare il futuro dell'animale in natura.
Gli obiettivi iniziali del progetto sono:
- Attraverso l'analisi del DNA fecale, stimare la diversità genetica dei restanti bonghi selvatici e calcolare la parentela delle popolazioni selvatiche isolate;
- Stimare più accuratamente la popolazione totale di bonghi selvatici attraverso l'analisi del DNA fecale, l'uso di trappole fotografiche e il rilevamento dei transetti;
- Attraverso il campionamento diretto, stimare la diversità genetica della popolazione di bongo in cattività e calcolare la sua correlazione con le rimanenti popolazioni selvatiche isolte;
- Raccogliere campioni di DNA dai bonghi occidentali per calcolare la parentela delle due sottospecie;
- Finanziare i ranger per raccogliere i dati di cui sopra in Kenya, migliorare il grado di protezione offerto e il livello di comprensione delle esigenze ecologiche dei bongo orientali;
- Per realizzare un tale piano di gestione della metapopolazione, il lavoro con le comunità locali è essenziale per invertire il declino e consentire l'attuazione di una strategia di trasferimento. È probabile che una parte sostanziale della diversità genetica selvatica sia già andata perduta;

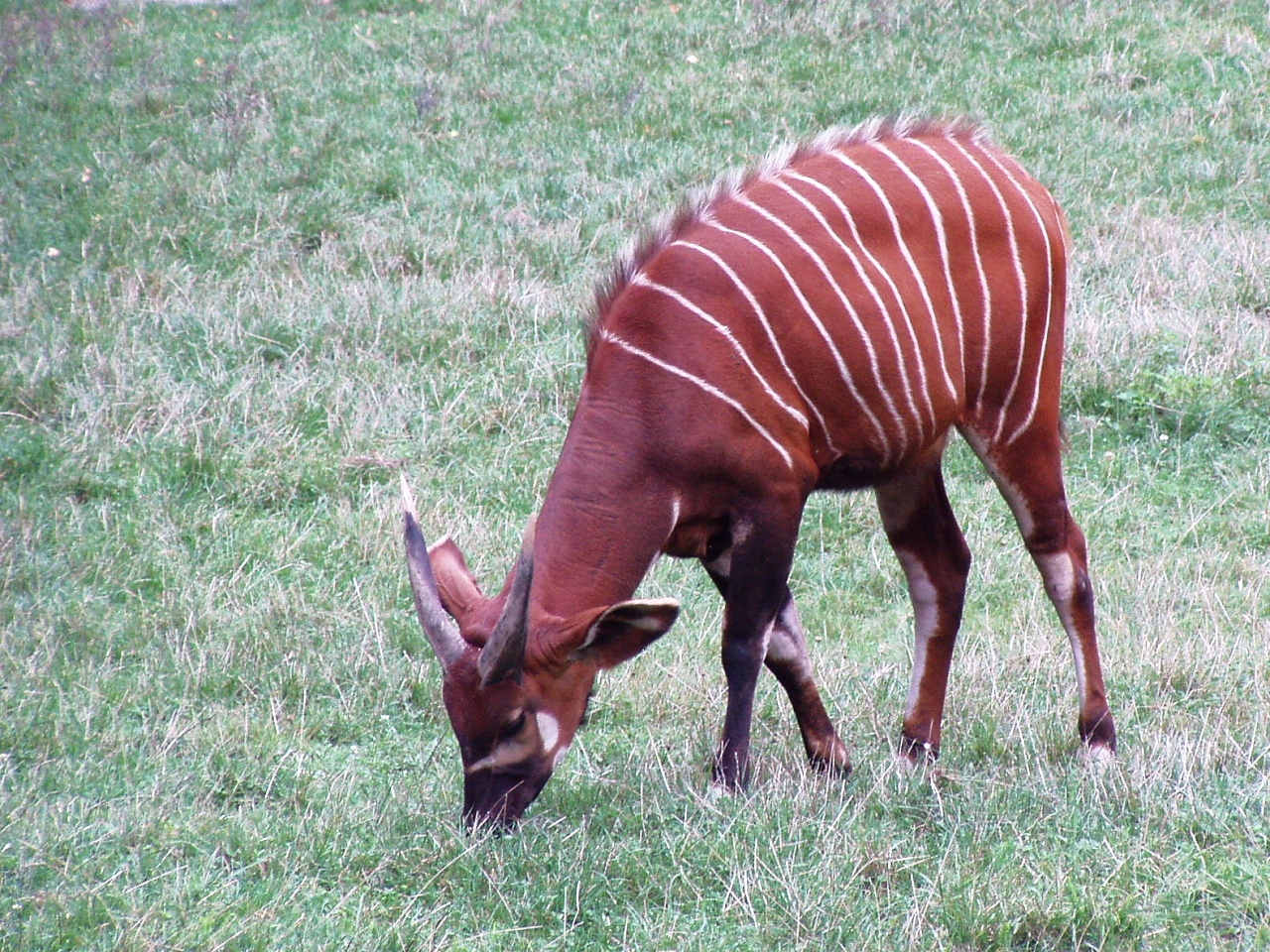
Un giovane bongo orientale mentre bruca

Se si implementasse immediatamente una protezione efficace e si permettesse alle popolazioni di bongo di espandersi senza trasferimenti, ciò creerebbe una popolazione più grande ma geneticamente impoverita, e sarebbe composta solo da animali meno in grado di adattarsi ad un ambiente dinamico. Sebbene la popolazione rimanga piccola, l'impatto dei trasferimenti sarà maggiore. Per questo motivo, il "piano di gestione della metapopolazione" deve avvenire in concomitanza con le strategie di conservazione in cattività per migliorare la crescita della popolazione in situ. Questa iniziativa è urgente e fondamentale per la futura sopravvivenza del bongo orientale in natura.
Nel 2013, SafariCom telecomunicazioni ha donato denaro al Bongo Surveillance Program per cercare di tenere sotto controllo quelli che si pensa siano gli ultimi 100 bonghi orientali rimasti allo stato selvatico nella foresta di Mau Eburu, nel Kenya centrale, il cui numero è ancora in calo a causa al disboscamento del loro habitat e al bracconaggio illegale.
Mount Kenya Wildlife Conservancy gestisce un programma di riabilitazione del bongo in collaborazione con il Kenya Wildlife Service. Conservancy mira a prevenire l'estinzione del bongo attraverso l'allevamento in cattività ed il rilascio in natura.